# ロス・アンデスのテレサ
ロス・アンデスのテレサ（スペイン語: Teresa de Jesus Los Andes、1900年7月13日 - 1920年4月12日）は、チリのカルメル会修道女であり、カトリック教会の聖人である。本名はフアナ・フェルナンデス・ソラール（Juana Fernandez Solar）である。

## 生涯
フアナは1900年7月13日、チリのサンティアゴにおいて裕福な家庭の5番目の子供として生まれた。両親からは「フアニータ」と呼ばれた。幼少期より敬虔なキリスト教徒として信仰心を育んだ。一方で、乗馬などの運動や音楽にも親しみ、学業成績も優秀であった。また、貧困層の人々に対する深い配慮を忘れなかった。聖母マリアへの信心を深め、ロザリオを唱える日々を送った。15歳の頃、フアナは貞潔の誓いを立て、信仰に生きる決意を固め、日記を執筆し始めた。彼女は親交の深かったカルメル会の修道院長から霊的指導を受け、修道院への入会を決心した。
1919年5月7日、フアナはロス・アンデスにあるカルメル会修道院に入会し、修道女として「イエスのテレサ」と名乗った。しかし、彼女はチフスを発症し、その苦しみを受け入れた。1920年の聖週間中、死期が迫る中で病者の秘蹟を受け、修道女としての誓願を立てた。そして同年4月12日、19歳で死去した。彼女の遺した有名な言葉に「神だけで足りる（solo Dios basta）」がある。

## 列福と列聖
テレサの死後、彼女が残した日記などの文書を通じてその聖徳が認められ、列聖調査が開始された。1987年4月3日、ローマ教皇ヨハネ・パウロ2世によってチリのサンティアゴで列福された。その後、1993年3月21日、ローマで列聖された。彼女はチリ初の聖人であり、ヨーロッパ以外で初めて列聖された跣足カルメル会修道女である。